# Moonlight (software)
Moonlight je svobodná reimplementace Silverlightu, což je framework pro webové aplikace od společnosti Microsoft. Je vyvíjen Novellem jako součást projektu Mono za podpory Microsoftu za účelem většího rozšíření technologie Silverlight. Pro vykreslování používá grafickou knihovnu Cairo.
V současnosti je Moonlight kompatibilní se Silverlightem 2.0.
V květnu 2012 byly práce na projektu ukončeny.